# Overhofretten
Overhofretten var en domstol i Norge der eksisterede 1666-1797.
Overhofretten oprettedes ved reskript af 14. marts 1666 og trådte i stedet for de norske herredage som melleminstans mellem lagtinget og Højesteret. Den ophævedes, da forordningen af 11. august 1797 oprettede Stiftsoverretterne, der nu trådte i stedet for såvel Overhofretten som lagtingene, og i byerne rådstueretterne som melleminstans mellem underretterne og højesteret.